# Saison 2020-2021 du FC Sochaux-Montbéliard
Maillots
Chronologie
Saison précédente Saison suivante
La saison 2020-2021 est la septième saison en deuxième division du Football Club Sochaux-Montbéliard. Le club, qui n'est jamais resté plus de trois ans éloigné de l'élite française du football, dispute sa septième saison consécutive à ce niveau.

## Avant saison
La premier match amical de préparation est fixé au 17 juillet 2020, face au Club Sportif Chênois.

## Compétitions

### Ligue 2

#### Classement
Extrait du classement de Ligue 2 2020-2021
| Rang | Équipe                 | Pts | J  | G  | N  | P  | Bp | Bc | Diff | Promotion, qualification ou relégation  |
| ---- | ---------------------- | --- | -- | -- | -- | -- | -- | -- | ---- | --------------------------------------- |
| 5    | Paris FC               | 64  | 38 | 17 | 13 | 8  | 53 | 37 | +16  | Participation aux barrages de promotion |
| 6    | AJ Auxerre             | 62  | 38 | 16 | 14 | 8  | 64 | 43 | +21  |                                         |
| 7    | FC Sochaux-Montbéliard | 51  | 38 | 12 | 15 | 11 | 45 | 37 | +8   |                                         |
| 8    | AS Nancy Lorraine      | 47  | 38 | 11 | 14 | 13 | 53 | 53 | 0    |                                         |
| 9    | EA Guingamp            | 47  | 38 | 10 | 17 | 11 | 41 | 43 | −2   |                                         |